# Hippichthys
Hippichthys es un género de peces de la familia Syngnathidae, del orden Syngnathiformes. Este género marino fue descrito por primera vez en 1849 por Pieter Bleeker.

## Especies
Especies reconocidas del género:
- Hippichthys albomaculosus A. P. Jenkins & Mailautoka, 2010
- Hippichthys cyanospilos (Bleeker, 1854)
- Hippichthys heptagonus Bleeker, 1849
- Hippichthys parvicarinatus (C. E. Dawson, 1978)
- Hippichthys penicillus (Cantor, 1849)
- Hippichthys spicifer (Rüppell, 1838)